# Oiskhara
Oiskhara (en rus: Ойсхара) és un poble (un possiólok) de la república de Txetxènia, a Rússia, segons el cens del 2022 tenia 12.701 habitants.